# Exercici físic

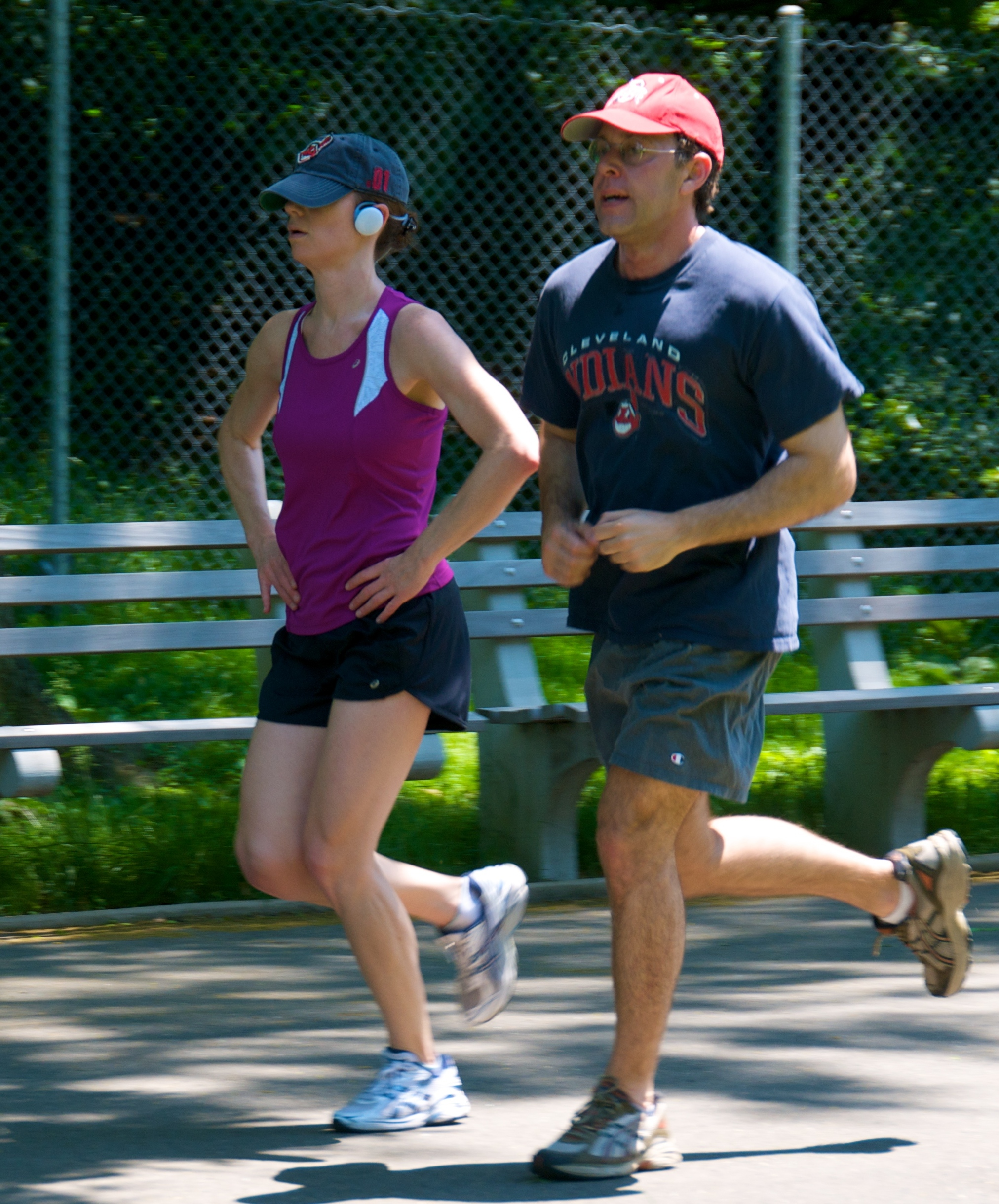

L'exercici físic és una activitat física amb un moviment estructurat i planificat que té com a objectiu la millora o manteniment d'un o més components de la forma física (capacitats físiques), ja sigui lúdic o competitiu. La pràctica regular d'exercici físic ha esdevingut un dels objectius principals dels plans de salut pública a causa de la seva relació amb la prevenció de nombroses malalties cròniques. La infància i l'adolescència són moments claus per iniciar l'hàbit de l'exercici físic.

## Classificació
Els exercicis físics s'agrupen generalment en tres tipus, depenent de l'efecte global que tenen sobre el cos humà:
- L'exercici aeròbic és qualsevol activitat física que utilitza grans grups musculars i fa que el cos utilitzi més oxigen del que faria mentre està en repòs.[3] L'objectiu de l'exercici aeròbic és augmentar la resistència cardiovascular. Alguns exemples d'exercici aeròbic inclouen córrer, anar en bicicleta, nedar, caminar ràpid, saltar a la corda, rem, caminar, ballar, jugar a tennis, entrenament continu i córrer llarga distància.

- L'exercici anaeròbic, que inclou entrenament de força i resistència física, pot enfortir, enfortir i augmentar la massa muscular, així com millorar la densitat òssia, l'equilibri i la coordinació. Alguns exemples d'exercicis de força són les flexions. L'exercici anaeròbic també inclou entrenament amb peses, entrenament funcional, entrenament per intervals i entrenament per intervals d'alta intensitat que augmenten la força muscular a curt termini.[4]

- Els exercicis de flexibilitat estiren i allarguen els músculs. Activitats com els estiraments ajuden a millorar la flexibilitat articular i mantenir els músculs flexibles. L'objectiu és millorar l'amplitud de moviment que pot reduir la possibilitat de lesions.[2][5]

L'exercici físic també pot incloure un entrenament que se centra en la precisió, l'agilitat, la potència i la velocitat.
Els tipus d'exercici també es poden classificar en dinàmics o estàtics. Els exercicis "dinàmics", com la carrera constant, tendeixen a produir una disminució de la pressió arterial diastòlica durant l'exercici, a causa de la millora del flux sanguini. Per contra, l'exercici estàtic (com l'aixecament de peses) pot fer que la pressió sistòlica augmenti significativament, encara que de manera transitòria, durant la realització de l'exercici.

## Beneficis
L'exercici físic presenta beneficis per a la salut en general, incloent el funcionament i la salut del cervell. Una investigació feta amb rates trobà que els beneficis cognitius de la pràctica de l'exercici físic eren transmessos a la progènie.
Els seus beneficis poden resumir-se als següents punts:
- augmenta la vitalitat, pel que proporciona més energia i capacitat de treball;
- auxilia al combat de l'estrès, ansietat i depressió;
- incrementa autoestima i autoimatge; a més a més els seus factors són:
- millora el to muscular i resistència a la fatiga;
- facilita la relaxació i disminueix la tensió;
- crema calories, ajudant a perdre pes excessiu o a mantenir-se al pes ideal;
- ajuda a agafar el son;
- fomenta la convivència entre amics i familiars, a més a més de donar l'oportunitat de conèixer gent;
- redueix la violència en persones molt temperamentals;
- afavoreix estils de vida sense addicció al tabac, a l'alcohol i a altres substàncies;
- millora la resposta sexual;
- atenua la sensació d'aïllament i solitud entre ancians;
- enforteix els pulmons i amb això millora la circulació d'oxigen a la sang i redueix la severitat d'infeccions respiratòries agudes[9]
- disminueix el colesterol i risc d'infart, i regularitza la tensió arterial;
- és eficaç al tractament de la depressió;
- estimula l'alliberació d'endorfines, les nomenades «hormones de la felicitat», i
- permet una distracció momentània de les preocupacions, amb el qual s'obté tranquil·litat i una més gran claredat per enfrontar-les més endavant.[10]

La quantitat mínima per prevenir malalties és de 30 minuts diaris d'activitat física moderada. Altres hàbits que han de combinar-se amb la realització d'exercicis són: la bona alimentació, el descans adequat, la higiene i evitar el consum de substàncies perjudicials per a l'organisme, com ara el tabac, l'alcohol i d'altres estimulants.